# Struthanthus savannae
Struthanthus savannae är en tvåhjärtbladig växtart som beskrevs av C.T. Rizzini. Struthanthus savannae ingår i släktet Struthanthus och familjen Loranthaceae. Inga underarter finns listade i Catalogue of Life.